# Ludovic Giuly
Ludovic Giuly (Lione, 10 luglio 1976) è un allenatore di calcio ed ex calciatore francese, di ruolo centrocampista o attaccante.

## Caratteristiche tecniche
Di ruolo trequartista, era di bassa statura ma sopperiva a questo grazie alle sue doti tecniche, in particolare nel dribbling e nel fornire assist ai compagni. Impiegabile anche come esterno sinistro, si distingue anche per la sua bravura negli inserimenti offensivi che spesso lo metteva in condizioni di ritrovarsi a tu per tu con il portiere.

## Carriera

### Giocatore

#### Club

##### Olympique Lione e Monaco
Comincia la sua carriera nelle file dell'Olympique Lione, debuttando in Ligue 1 il 21 gennaio 1995 contro il Cannes, partita vinta dall'Olympique Lione per 3-1. Nella squadra della sua città natale Giuly gioca per 4 anni, prima di passare al Monaco, durante il calciomercato invernale del 1998 per 6,4 milioni di euro.
Nel Principato Giuly vince il campionato nella stagione 1999-2000 e trascina la squadra in finale di Champions League in quella 2003-2004, segnando un gol di tacco nella gara di ritorno dei quarti di finale contro il Real Madrid. In finale, però, è costretto ad uscire per infortunio nel corso del primo tempo e la sua squadra vien poi sconfitta per 3-0 dal Porto.

##### Barcellona
Nell'estate del 2004 attira l'interesse di molti club, ma è il Barcellona ad anticipare tutti gli altri e a portarlo in Spagna per 7 milioni di euro. Giuly va ad affiancare il brasiliano Ronaldinho e il camerunese Samuel Eto'o nell'attacco del Barcellona.
In Spagna i successi arrivano già nella prima stagione, con la vittoria del campionato e della Supercoppa, mentre in Europa arriva l'eliminazione negli ottavi di Champions League da parte del Chelsea. Nell'annata 2005-2006 vince sia il campionato spagnolo che la Champions League, prendendosi prima la rivincita sul Chelsea, sempre agli ottavi, e poi superando in finale l'Arsenal. In particolare, in semifinale Giuly è decisivo nella gara di andata, segnando il gol decisivo nella vittoria per 1-0 contro il Milan. Resta al Barcellona anche nella stagione successiva, vincendo un'altra Supercoppa. In totale Giuly realizza 19 gol nella Primera División, di cui 11 nella prima stagione. Inoltre con il Barcellona mette assieme 22 presenze e 4 gol in Champions League.

##### Roma
Nell'estate del 2007 viene acquistato dalla Roma per 3,2 milioni di euro. In aggiunta, la squadra giallorossa si impegna a corrispondere al Barcellona un'ulteriore somma di 400 000 euro per ciascuna delle successive tre stagioni in cui la stessa Roma fosse riuscita a partecipare alla Champions League.
Segna il suo primo gol con la maglia giallorossa il 2 settembre 2007 contro il Siena, nella vittoria per 3-0 in Serie A, mentre l'ultimo lo realizza il 13 aprile 2008 contro l'Udinese, nella vittoria esterna per 3-1 sempre in campionato. Tra gli altri si segnala il gol al Milan il 15 marzo 2008: con la squadra sotto per 0-1, Giuly entra a metà del secondo tempo e segna il pareggio (la partita finisce poi 2-1 per i giallorossi grazie al successivo gol di Mirko Vučinić). In totale in Serie A il francese mette assieme 32 presenze e 6 gol.
In Coppa Italia, vinta a fine anno dai giallorossi, totalizza 6 presenze e una rete, nel 4-0 casalingo inflitto dalla Roma al Torino nella partita di ritorno degli ottavi di finale (in cui serve anche due assist). In Champions League colleziona, invece, 9 presenze con un gol nella fase a gironi, segnato nella trasferta contro la Dinamo Kiev vinta per 4-1.

##### Paris Saint-Germain
Nonostante il discreto numero di presenze in giallorosso, nell'estate del 2008 decide di lasciare la Roma: il suo procuratore fornisce come motivazione la scarsa considerazione data al giocatore dalla società e le poche presenze in campionato. A luglio, quindi, firma un contratto triennale con il Paris Saint-Germain. Il club francese versa alla Roma 2,5 milioni di euro più un corrispettivo eventuale di 800 000 euro nel caso in cui fosse riuscito a qualificarsi alla Champions League due volte nelle successive tre stagioni (fino a quella 2010-2011).
In totale, in tre stagioni con i parigini, colleziona 125 presenze e 19 reti in tutte le competizioni.

##### Ritorno al Monaco e Lorient
Il 9 agosto 2011, dopo essersi svincolato dal Paris Saint-Germain, firma un biennale con il Monaco, la squadra che lo aveva lanciato sul palcoscenico internazionale. Il 27 luglio 2012, dopo una sola stagione con 29 presenze totali, risolve il suo contratto.
il 31 luglio 2012 viene ingaggiato dal Lorient, firmando un anno di contratto. A fine stagione, dopo 20 presenze totali, lascia il club.

##### Ultimi anni
Nell'estate 2013 si lega al Monts d'Or Azergues, squadra dilettantistica nella quale aveva mosso i suoi primi passi. Grazie anche ad un suo gol, la squadra batte l'Istres e arriva ai sedicesimi di Coppa di Francia. Dopo tre stagioni, all'età di 40 anni, decide di lasciare il calcio professionistico.

#### Nazionale
Con la nazionale francese Giuly ha collezionato 17 presenze e 3 reti, tra il 2000 e il 2005.
Con i Bleus ha vinto la FIFA Confederations Cup nel 2003, in cui ha realizzato un gol nel successo per 5-0 ai gironi contro la Nuova Zelanda.

### Allenatore
Dopo la fine della sua carriera da giocatore, Giuly diventa ambasciatore del Monaco. Dopo aver dichiarato di non voler ricoprire un ruolo "in prima linea" nel mondo del calcio, decide di intraprendere la carriera di allenatore. Dopo aver conseguito il patentino come allenatore, parallelamente al ruolo di ambasciatore, il 7 settembre 2019 viene nominato vice allenatore del Monaco 2, la squadra delle riserve del Monaco. Ricopre questo ruolo fino al 20 luglio 2020, quando risolve il suo contratto con il club monegasco.
Il 22 giugno 2022 viene annunciato il suo ritorno all'Olympique Lione, dove entra nello staff di Peter Bosz come collaboratore tecnico, sostituendo Hendrie Krüzen. Il 10 giugno 2023 lascia il club per ragioni personali.

## Statistiche

### Presenze e reti nei club
Statistiche aggiornate al 26 maggio 2015.
| Stagione                   | Squadra                    | Campionato                 | Campionato | Campionato | Coppa nazionali | Coppa nazionali | Coppa nazionali | Coppe continentali | Coppe continentali | Coppe continentali | Altre coppe | Altre coppe | Altre coppe | Totale | Totale |
| Stagione                   | Squadra                    | Comp                       | Pres       | Reti       | Comp            | Pres            | Reti            | Comp               | Pres               | Reti               | Comp        | Pres        | Reti        | Pres   | Reti   |
| -------------------------- | -------------------------- | -------------------------- | ---------- | ---------- | --------------- | --------------- | --------------- | ------------------ | ------------------ | ------------------ | ----------- | ----------- | ----------- | ------ | ------ |
| 1994-1995                  | O. Lione                   | D1                         | 8          | 0          | CF+CdL          | 1+2             | 1+0             | -                  | -                  | -                  | -           | -           | -           | 11     | 1      |
| 1995-1996                  | O. Lione                   | D1                         | 36         | 4          | CF+CdL          | 1+5             | 0+3             | CU                 | 6                  | 1                  | -           | -           | -           | 48     | 8      |
| 1996-1997                  | O. Lione                   | D1                         | 37         | 16         | CF+CdL          | 2+2             | 0+1             | -                  | -                  | -                  | -           | -           | -           | 41     | 17     |
| 1997-gen. 1998             | O. Lione                   | D1                         | 19         | 1          | CF+CdL          | 0+1             | 0               | I+CU               | 7+4                | 2+3                | -           | -           | -           | 31     | 6      |
| Totale O. Lione            | Totale O. Lione            | Totale O. Lione            | 100        | 21         |                 | 14              | 5               |                    | 17                 | 6                  |             | -           | -           | 131    | 32     |
| gen.-giu. 1998             | Monaco                     | D1                         | 12         | 1          | CF+CdL          | 4+0             | 0               | UCL                | 0                  | 0                  | SF          | -           | -           | 16     | 1      |
| 1998-1999                  | Monaco                     | D1                         | 32         | 8          | CF+CdL          | 1+1             | 0               | CU                 | 6                  | 2                  | -           | -           | -           | 40     | 10     |
| 1999-2000                  | Monaco                     | D1                         | 33         | 5          | CF+CdL          | 5+2             | 1+1             | CU                 | 7                  | 2                  | -           | -           | -           | 47     | 9      |
| 2000-2001                  | Monaco                     | D1                         | 30         | 7          | CF+CdL          | 1+4             | 0               | UCL                | 6                  | 0                  | SF          | 1           | 0           | 42     | 7      |
| 2001-2002                  | Monaco                     | D1                         | 11         | 2          | CF+CdL          | 0               | 0               | -                  | -                  | -                  | -           | -           | -           | 11     | 2      |
| 2002-2003                  | Monaco                     | L1                         | 36         | 11         | CF+CdL          | 1+4             | 0+3             | -                  | -                  | -                  | -           | -           | -           | 41     | 14     |
| 2003-2004                  | Monaco                     | L1                         | 30         | 13         | CF+CdL          | 2+0             | 1               | UCL                | 10                 | 4                  | -           | -           | -           | 42     | 18     |
| 2004-2005                  | Barcellona                 | PD                         | 29         | 11         | CR              | 1               | 0               | UCL                | 6                  | 1                  | -           | -           | -           | 36     | 12     |
| 2005-2006                  | Barcellona                 | PD                         | 29         | 5          | CR              | 3               | 1               | UCL                | 8                  | 1                  | SS          | 2           | 1           | 42     | 8      |
| 2006-2007                  | Barcellona                 | PD                         | 27         | 3          | CR              | 7               | 0               | UCL                | 8                  | 2                  | SS+SU+Cmc   | 1+1+2       | 1+0+0       | 46     | 6      |
| Totale Barcellona          | Totale Barcellona          | Totale Barcellona          | 85         | 19         |                 | 11              | 1               |                    | 22                 | 4                  |             | 6           | 2           | 124    | 26     |
| 2007-2008                  | Roma                       | A                          | 32         | 6          | CI              | 6               | 1               | UCL                | 9                  | 1                  | SI          | 1           | 0           | 48     | 8      |
| 2008-2009                  | Paris Saint-Germain        | L1                         | 34         | 9          | CF+CdL          | 3+1             | 0               | CU                 | 4                  | 0                  | -           | -           | -           | 42     | 9      |
| 2009-2010                  | Paris Saint-Germain        | L1                         | 31         | 3          | CF+CdL          | 6+1             | 1+0             | -                  | -                  | -                  | -           | -           | -           | 38     | 4      |
| 2010-2011                  | Paris Saint-Germain        | L1                         | 35         | 4          | CF+CdL          | 2+2             | 0+1             | UEL                | 5                  | 1                  | SF          | 1           | 0           | 45     | 6      |
| Totale Paris Saint-Germain | Totale Paris Saint-Germain | Totale Paris Saint-Germain | 100        | 16         |                 | 15              | 2               |                    | 9                  | 1                  |             | 1           | 0           | 125    | 19     |
| 2011-2012                  | Monaco                     | L2                         | 27         | 3          | CF+CdL          | 2+0             | 2               | -                  | -                  | -                  | -           | -           | -           | 29     | 5      |
| Totale Monaco              | Totale Monaco              | Totale Monaco              | 211        | 50         |                 | 27              | 8               |                    | 29                 | 8                  |             | 1           | 0           | 268    | 66     |
| 2012-2013                  | Lorient                    | L1                         | 17         | 1          | CF+CdL          | 2+1             | 1+0             | -                  | -                  | -                  | -           | -           | -           | 20     | 2      |
| 2013-2014                  | Monts d'Or Azergues        | CFA                        | 17         | 4          | CF              | 2               | 1               | -                  | -                  | -                  | -           | -           | -           | 19     | 5      |
| 2014-2015                  | Monts d'Or Azergues        | CFA                        | 19         | 11         | CF              | 0               | 0               | -                  | -                  | -                  | -           | -           | -           | 19     | 11     |
| Totale Monts d'Or Azergues | Totale Monts d'Or Azergues | Totale Monts d'Or Azergues | 36         | 15         |                 | 2               | 1               |                    | -                  | -                  |             | -           | -           | 38     | 16     |
| Totale carriera            | Totale carriera            | Totale carriera            | 581        | 128        |                 | 78              | 19              |                    | 86                 | 20                 |             | 9           | 2           | 754    | 169    |

### Cronologia presenze e reti in nazionale
| Cronologia completa delle presenze e delle reti in nazionale ― Francia | Cronologia completa delle presenze e delle reti in nazionale ― Francia | Cronologia completa delle presenze e delle reti in nazionale ― Francia | Cronologia completa delle presenze e delle reti in nazionale ― Francia | Cronologia completa delle presenze e delle reti in nazionale ― Francia | Cronologia completa delle presenze e delle reti in nazionale ― Francia | Cronologia completa delle presenze e delle reti in nazionale ― Francia | Cronologia completa delle presenze e delle reti in nazionale ― Francia |
| Data                                                                   | Città                                                                  | In casa                                                                | Risultato                                                              | Ospiti                                                                 | Competizione                                                           | Reti                                                                   | Note                                                                   |
| ---------------------------------------------------------------------- | ---------------------------------------------------------------------- | ---------------------------------------------------------------------- | ---------------------------------------------------------------------- | ---------------------------------------------------------------------- | ---------------------------------------------------------------------- | ---------------------------------------------------------------------- | ---------------------------------------------------------------------- |
| 29-3-2000                                                              | Glasgow                                                                | Scozia                                                                 | 0 – 2                                                                  | Francia                                                                | Amichevole                                                             | -                                                                      |                                                                        |
| 4-10-2000                                                              | Saint-Denis                                                            | Francia                                                                | 1 – 1                                                                  | Camerun                                                                | Amichevole                                                             | -                                                                      |                                                                        |
| 7-10-2000                                                              | Johannesburg                                                           | Sudafrica                                                              | 0 – 0                                                                  | Francia                                                                | Amichevole                                                             | -                                                                      |                                                                        |
| 20-11-2002                                                             | Saint-Denis                                                            | Francia                                                                | 3 – 0                                                                  | Jugoslavia                                                             | Amichevole                                                             | -                                                                      |                                                                        |
| 22-6-2003                                                              | Saint-Denis                                                            | Francia                                                                | 5 – 0                                                                  | Nuova Zelanda                                                          | Conf. Cup 2003 - 1º Turno                                              | 1                                                                      |                                                                        |
| 26-6-2003                                                              | Saint-Denis                                                            | Francia                                                                | 3 – 2                                                                  | Turchia                                                                | Conf. Cup 2003 - Semifinale                                            | -                                                                      |                                                                        |
| 29-6-2003                                                              | Saint-Denis                                                            | Camerun                                                                | 0 – 1 dts                                                              | Francia                                                                | Conf. Cup 2003 - Finale                                                | -                                                                      | [ 28 ]                                                                 |
| 20-8-2003                                                              | Ginevra                                                                | Svizzera                                                               | 0 – 2                                                                  | Francia                                                                | Amichevole                                                             | -                                                                      |                                                                        |
| 11-10-2003                                                             | Saint-Denis                                                            | Francia                                                                | 3 – 0                                                                  | Israele                                                                | Qual. Euro 2004                                                        | -                                                                      |                                                                        |
| 31-3-2004                                                              | Rotterdam                                                              | Paesi Bassi                                                            | 0 – 0                                                                  | Francia                                                                | Amichevole                                                             | -                                                                      |                                                                        |
| 4-9-2004                                                               | Saint-Denis                                                            | Francia                                                                | 0 – 0                                                                  | Israele                                                                | Qual. Mondiali 2006                                                    | -                                                                      |                                                                        |
| 8-9-2004                                                               | Tórshavn                                                               | Fær Øer                                                                | 0 – 2                                                                  | Francia                                                                | Qual. Mondiali 2006                                                    | 1                                                                      |                                                                        |
| 17-11-2004                                                             | Saint-Denis                                                            | Francia                                                                | 0 – 0                                                                  | Polonia                                                                | Amichevole                                                             | -                                                                      |                                                                        |
| 9-2-2005                                                               | Saint-Denis                                                            | Francia                                                                | 1 – 1                                                                  | Svezia                                                                 | Amichevole                                                             | -                                                                      |                                                                        |
| 26-3-2005                                                              | Saint-Denis                                                            | Francia                                                                | 0 – 0                                                                  | Svizzera                                                               | Qual. Mondiali 2006                                                    | -                                                                      |                                                                        |
| 31-5-2005                                                              | Metz                                                                   | Francia                                                                | 2 – 1                                                                  | Ungheria                                                               | Amichevole                                                             | -                                                                      |                                                                        |
| 12-10-2005                                                             | Saint-Denis                                                            | Francia                                                                | 4 – 0                                                                  | Cipro                                                                  | Qual. Mondiali 2006                                                    | 1                                                                      |                                                                        |
| Totale                                                                 |                                                                        | Presenze                                                               | 17                                                                     |                                                                        | Reti                                                                   | 3                                                                      |                                                                        |

## Palmarès

### Club

#### Competizioni nazionali
- Campionato francese: 1

Monaco: 1999-2000
- Supercoppa francese: 1

Monaco: 2000
- Coppa di Lega francese: 1

Monaco: 2002-2003
- Campionato spagnolo: 2

Barcellona: 2004-2005, 2005-2006
- Supercoppa di Spagna: 2

Barcellona: 2005, 2006
- Supercoppa italiana: 1

Roma: 2007
- Coppa Italia: 1

Roma: 2007-2008
- Coppa di Francia: 1

Paris SG: 2009-2010

#### Competizioni internazionali
- Coppa Intertoto UEFA: 1

Lione: 1997
- UEFA Champions League: 1

Barcellona: 2005-2006

### Nazionale
- Confederations Cup: 1

2003

### Individuale
- Capocannoniere della Coupe de la Ligue: 2

1995-1996 (3 reti), 2002-2003 (3 reti)